# Tetragnatha jejuna
Tetragnatha jejuna är en spindelart som först beskrevs av Tamerlan Thorell 1897. Tetragnatha jejuna ingår i släktet sträckkäkspindlar, och familjen käkspindlar.
Artens utbredningsområde är Myanmar. Inga underarter finns listade i Catalogue of Life.